# Shoshone (Kalifornia)
Shoshone – jednostka osadnicza w Stanach Zjednoczonych, w stanie Kalifornia, w hrabstwie Inyo.